# Ronfle
Ronfle war ein französisches Kartenspiel. Seine älteste erhaltene Erwähnung stammt von 1414; es ist deshalb vermutlich das älteste namentlich bekannte Kartenspiel Europas. Die genaue Regeln sind unbekannt. Es war auch der Name eines verlorenen Würfel- oder Wurfzabel-Spiel.

## Geschichte
Das Spiel tauchte wahrscheinlich erst in Frankreich als Ronfle auf und wanderte dann nach Italien aus, wo es als Ronfa bekannt wurde. Ein früher Beweis erscheint in einer Predigt von einem unbekannten Dominikaner, das auf die Zeitfenster 1450–1480 ausgeht. Es wird zweimal erwähnt; einmal als Kartenspiel (Ronfa, Ludus Cartularum) und ein zweites Mal, vielleicht als Würfel- oder Wurfzabelspiel (Ronfa, Buffa Aragiato). Bis zum letzten Jahrzehnt des 15. Jahrhunderts wurde es in Italien fest etabliert, wurde 1491 in Bergamo verboten, und es gehört auch zu den Spielen, die am Hof von Ferrara gespielt wurden. Es wird im 16. Jahrhundert in Italien weiterhin häufig erwähnt.
Das Spiel war in Frankreich als Ronfle bekannt und wurde schon 1458 erwähnt. Laut Depaulis war ronfle auf Französisch eine „Flöte“, eine Kombination von Karten, die alle diegleiche Farbe haben. In älteren französischen Wörterbüchern war es dasgleiche wie der „Punkt“ im Piquetspiel und wurde in Englisch als Ruff bezeichnet, obwohl dieser Begriff später  „Trumpf“ bedeutete.
Dummett schätzt, dass Ronfle nicht ursprünglich ein Stichspiel war und keine Trumpffarbe bezeichnete. Er vermutet, es könnte ein Vorgänger des Piquets sein. Die neapolitanische Variante wurde in Ferrara mit einem 48-Blatt-Kartenspiel gespielt, wobei die Zehner weggelassen wurden.
Das Spiel ist seit langem ausgestorben und die genauen Spielregeln sind heute unbekannt. Das älteste europäische Kartenspiel, das in verschiedenen Weisen noch heute gespielt wird, ist das Karnöffel. Dessen altertümlichste Form ist das schweizerische Kaiserspiel, aber es gibt andere lebende Varianten, z. B. das friesische Knüffeln, das schleswigsche Bruus und das Stýrivolt aus den Färöer-Inseln.